# 나탈리 트런디

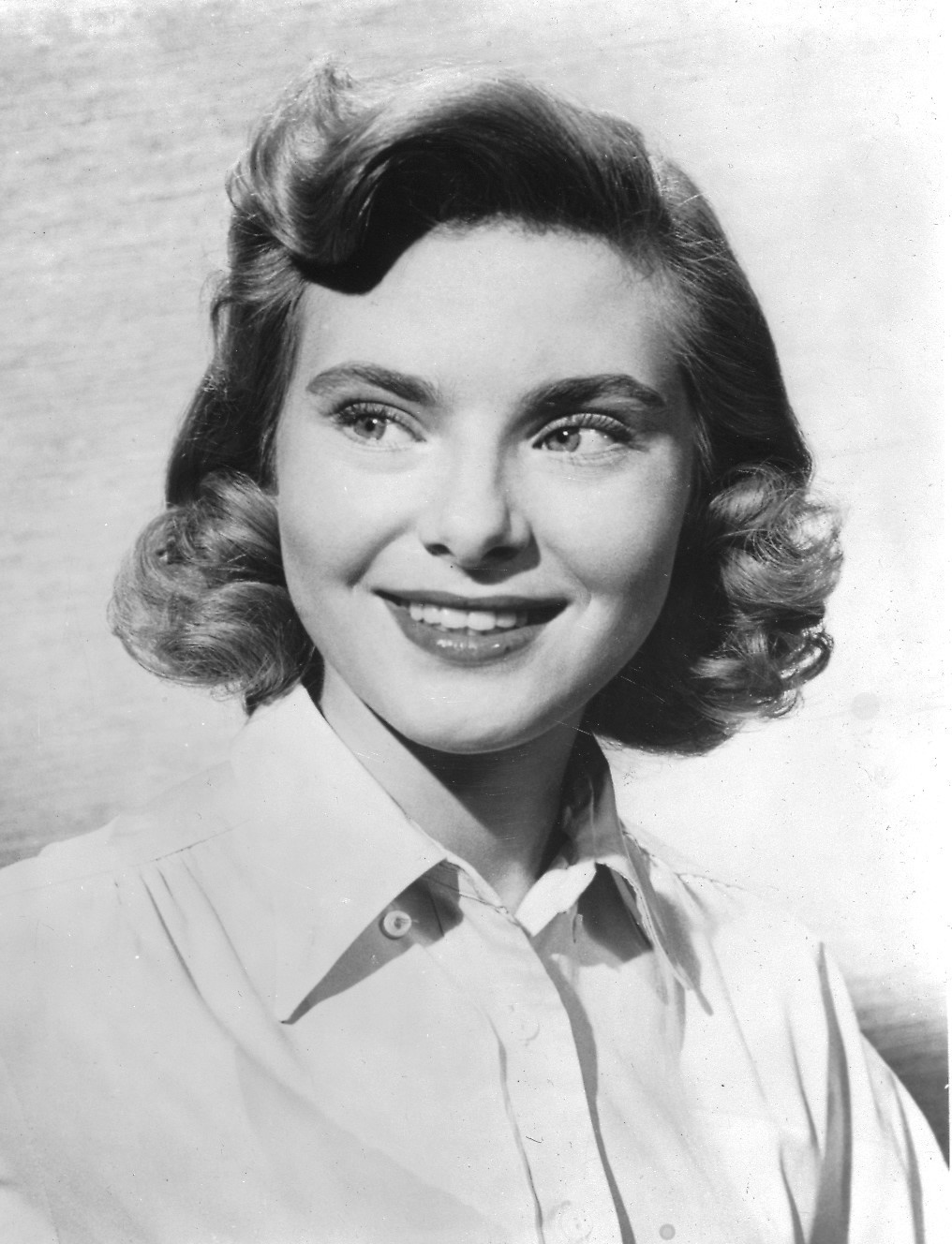

나탈리 트런디(Natalie Trundy, 1940년 8월 5일 ~ 2019년 12월 5일)는 미국의 텔레비전 배우, 영화배우이다.
보스턴에서 태어났으며 로스앤젤레스에서 사망하였다.

## 방송
- 페리 메이슨

## 영화
- 혹성 탈출 탄생 스토리 (1998년)
- 허클베리 핀 (1974년)
- 혹성 탈출 5 - 최후의 생존자 (1973년) - 리사 역
- 혹성 탈출 4 - 노예들의 반란 (1972년) - 리사 역
- 혹성 탈출 3 - 제3의 인류 (1971년) - 스티비(스테파지 브랜튼) 역
- 혹성 탈출 2 - 지하 도시의 음모 (1970년) - 알비나 역
- 미스터 홉스 휴가 가다 (1962년)
- 페리 메이슨 (1957년)
- 케어리스 이어스 (1957년)